# Суботівка
Субо́тівка — село в Україні, у Могилів-Подільській міській громаді Могилів-Подільського району Вінницької області. Населення становить 572 осіб..

## Географія
У селі Безіменна річка впадає у Дністер.

## Історія
Вперше Суботівка згадується в писемних джерелах XV століття.
7 (20) листопада 1917 року, відповідно до Третього Універсалу Української Центральної Ради, увійшло до складу Української Народної Республіки.
Під час Німецько-радянської війни 230 мешканців села билися з німецькими загарбниками на фронтах, 149 з них нагороджені орденами й медалями.
На території села виявлено пізньопалеолітичну стоянку, поселення трипільської культури, доби пізньої бронзи та черняхівської культури.
Багатошарове поселення знаходиться на північно-західній околиці села в урочищі Деренівка в 1 км від р. Дністра. Займає рівну ділянку першої 
надзаплавної тераси р. Дністра. На поверхні виявлені матеріали доби палеоліту, трипілля та скіфського часу. Матеріали трипільської культури 
представлені фрагментами з заглибленим та штампованим орнаментом. Пам’ятка відкрита 1946-48 рр. експедиціями Інституту археології УРСР та 
Інституту історії матеріальної культури АН СССР, 1964 р. обстежувалася П. I. Хавлюком.
За адмін.поділом 16 ст. Летичівський повіт 16 ст.
За адмін.поділом 19 ст. Ямпільський повіт 19 ст.
За адмін.поділом 20 ст. Могилівський район
Коментар : згадується з 1431 р. [Молчановский Н. Очерк изв. о Подольской земле, с. 384].
Церква св .Михаїла. Храм засновано: 1762 р.
Церква [ГСК, с. 248]. Церква св.Михаїла збудована у 1762 р. У
1860 р. була геть ветхою, відремонтована : піднята на кам’яний 
фундамент, ошальована ззовні, купол покрито залізом. Новий іконостас 
1860 р. [ПЦ, c. 1011].
12 червня 2020 року, відповідно до Розпорядження Кабінету Міністрів України № 707-р «Про визначення адміністративних центрів та затвердження територій територіальних громад Вінницької області», увійшло до складу Могилів-Подільської міської громади.
19 липня 2020 року, в результаті адміністративно-територіальної реформи та ліквідації Могилів-Подільського району (1923 — 2020), село увійшло до складу новоутвореного Могилів-Подільського району.

## Видатні уродженці
- Заманов Ельмар Юрійович — Голова Махачкалинського міськвиконкому.

## Галерея

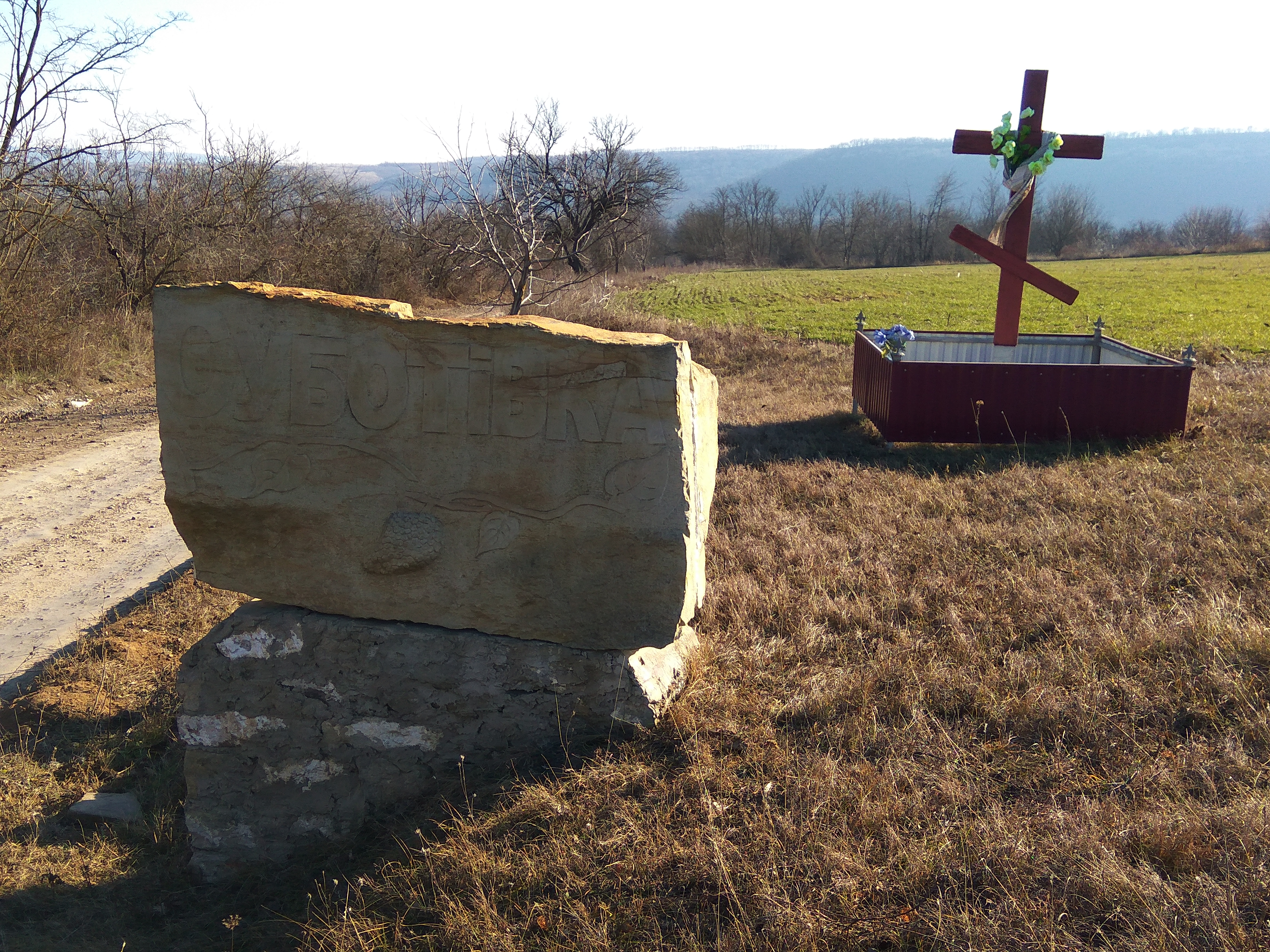
Знак при в'їзді до села
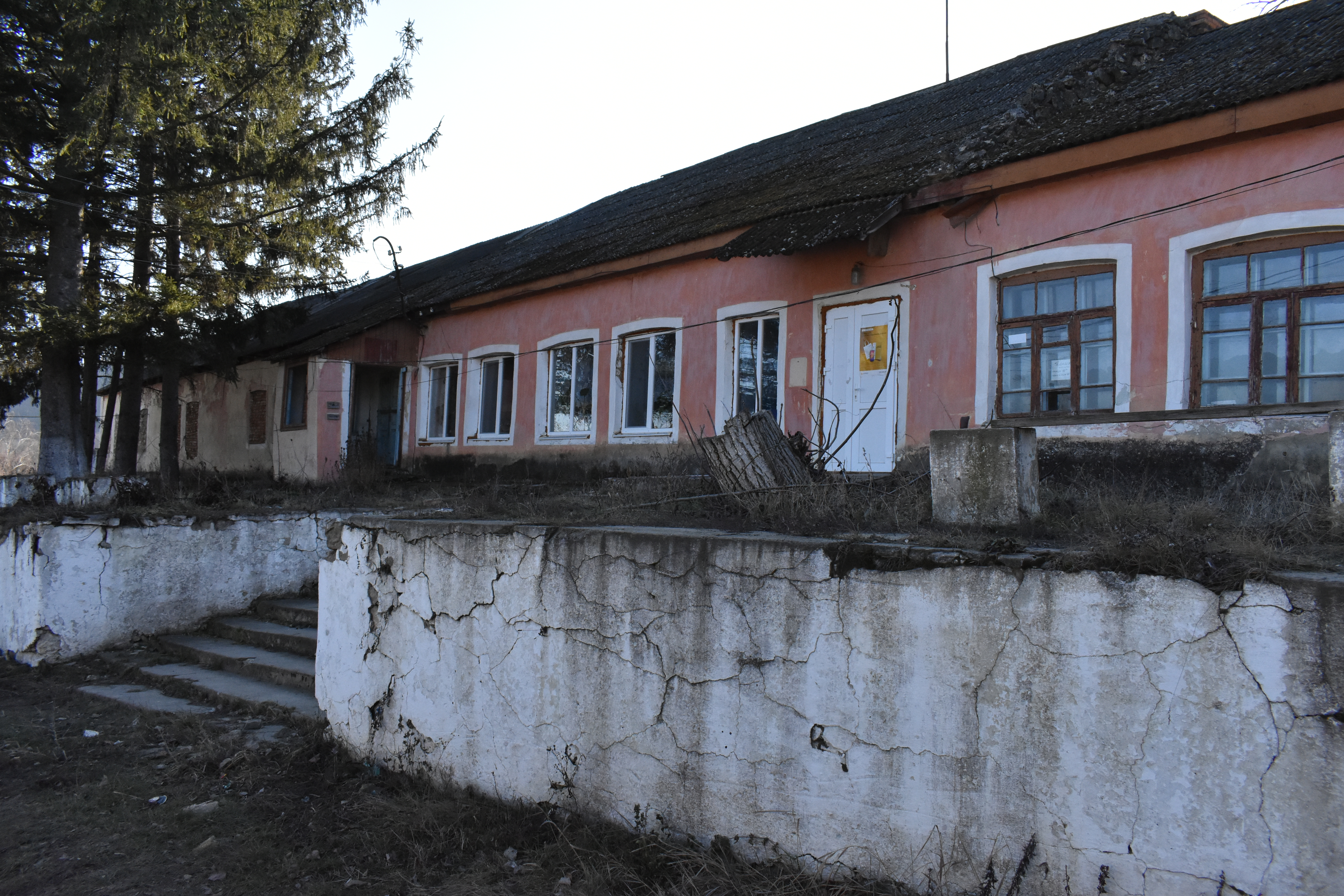
Старий магазин
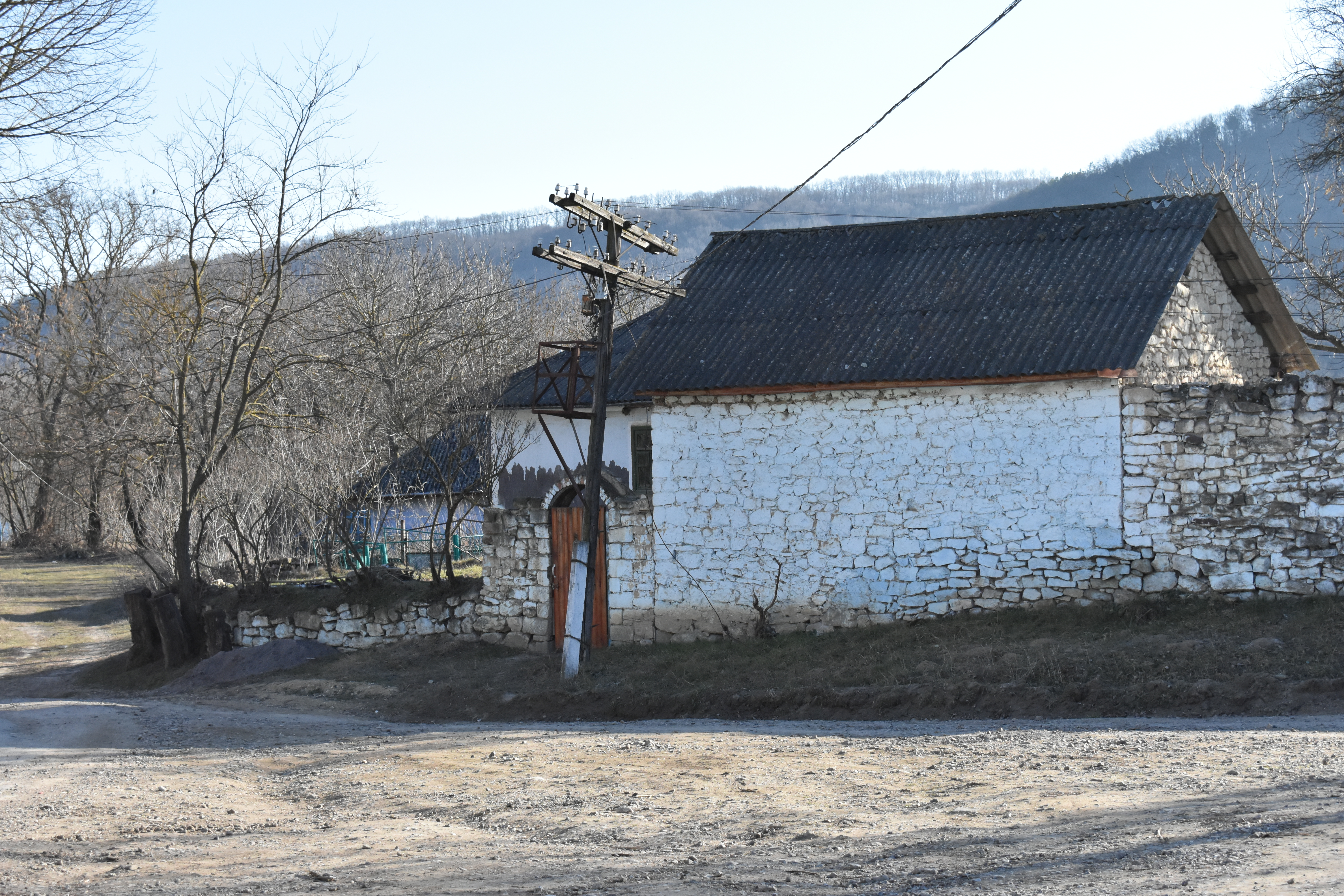
Будинок
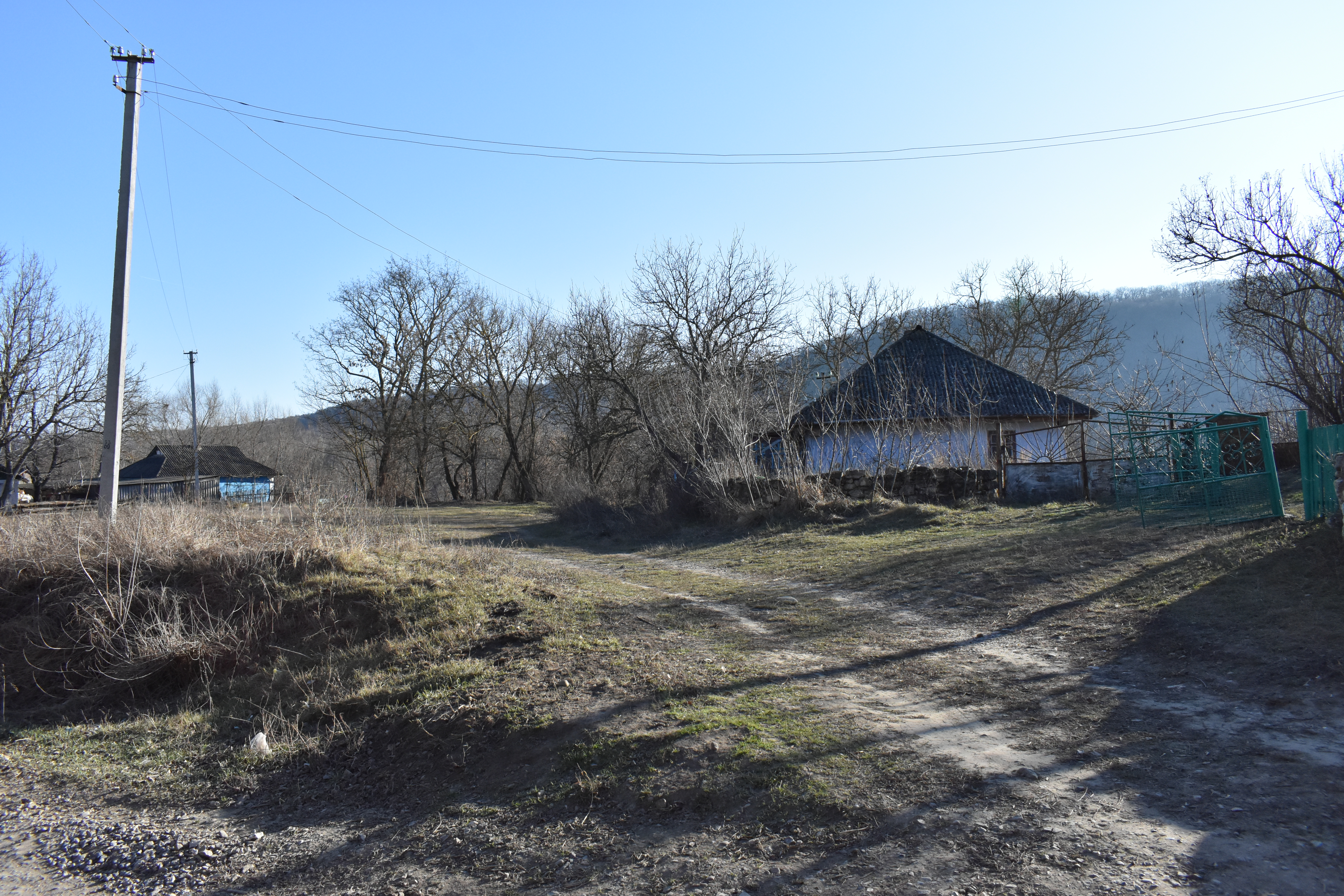
Вулиця
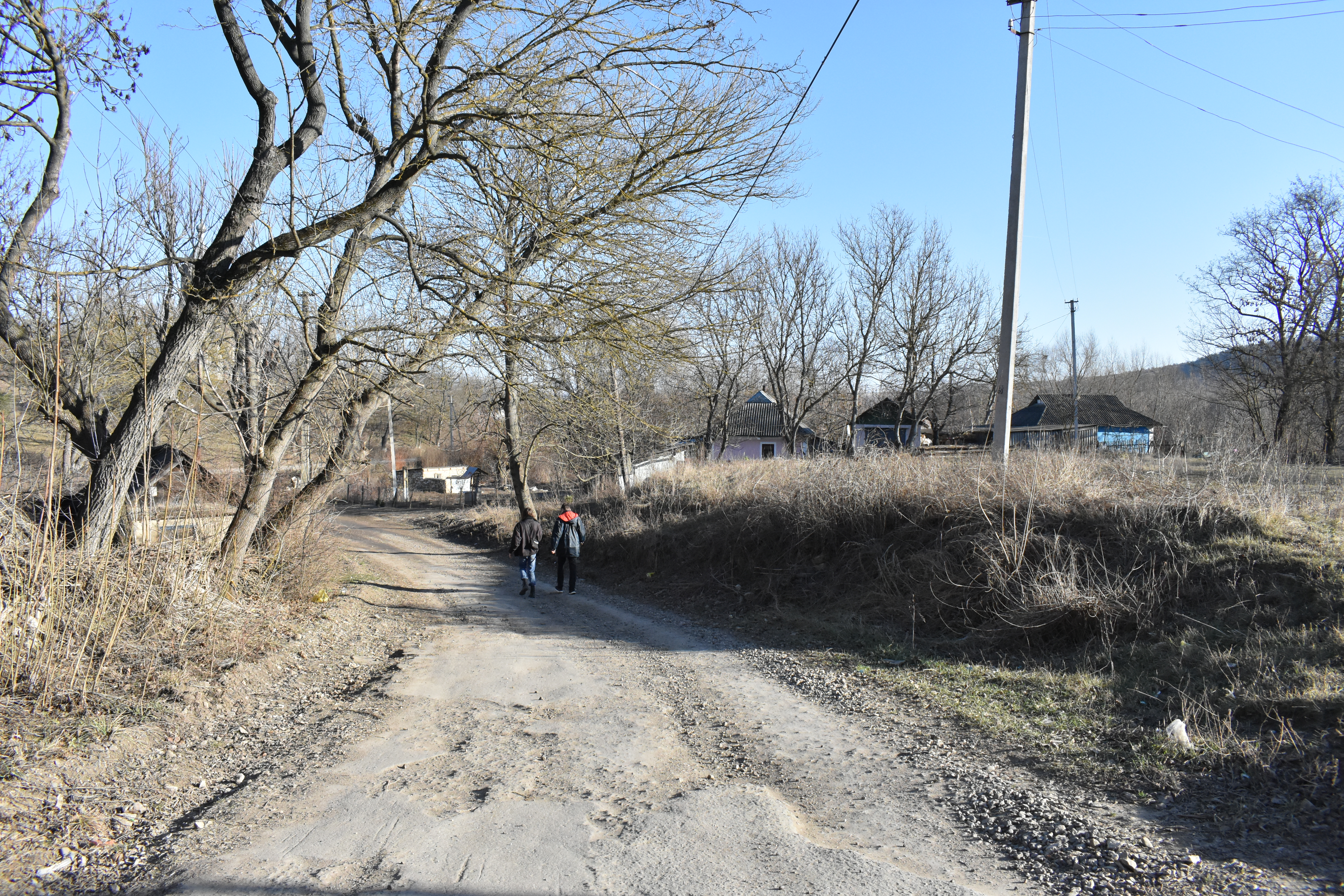
Вулиця
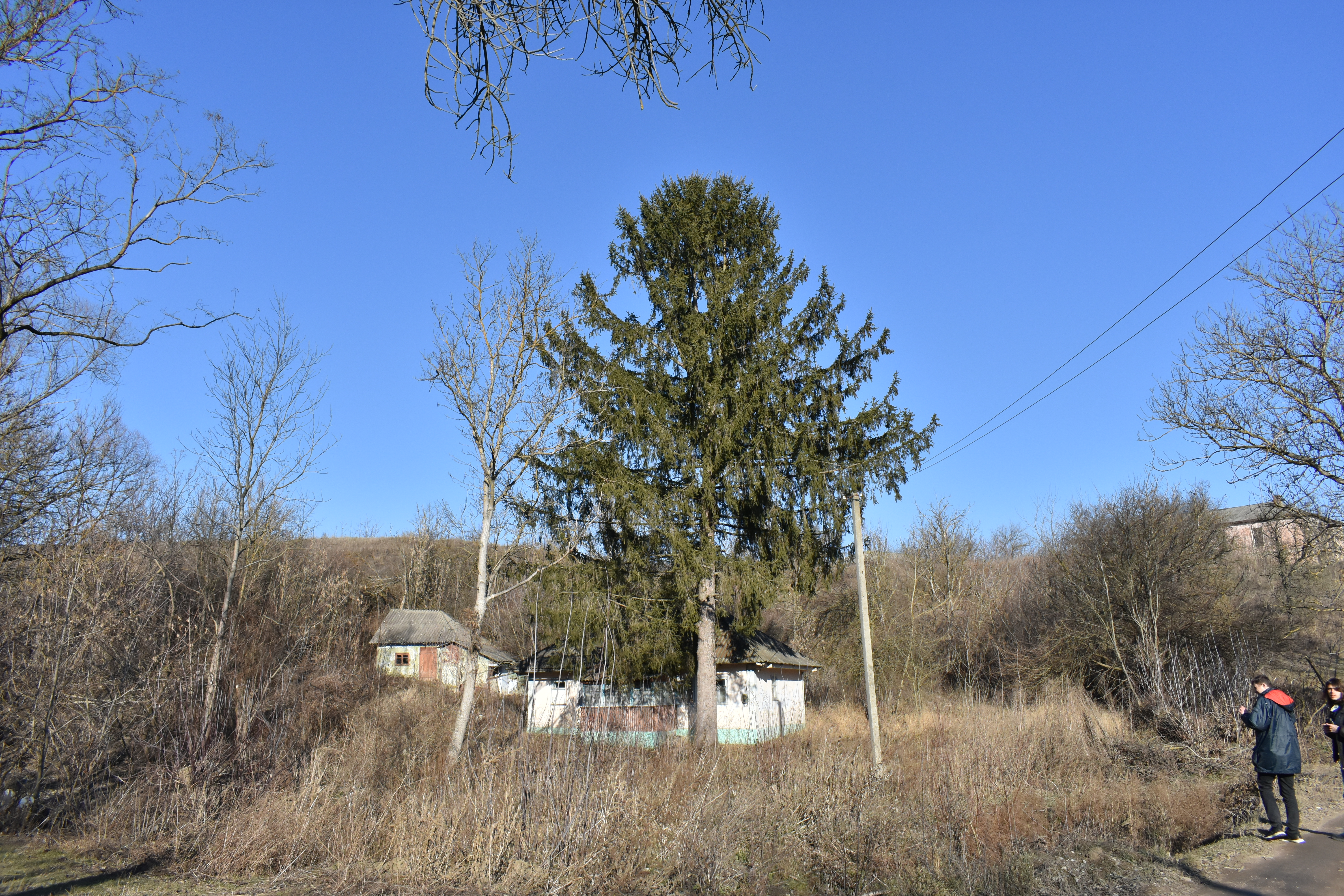
Будинок
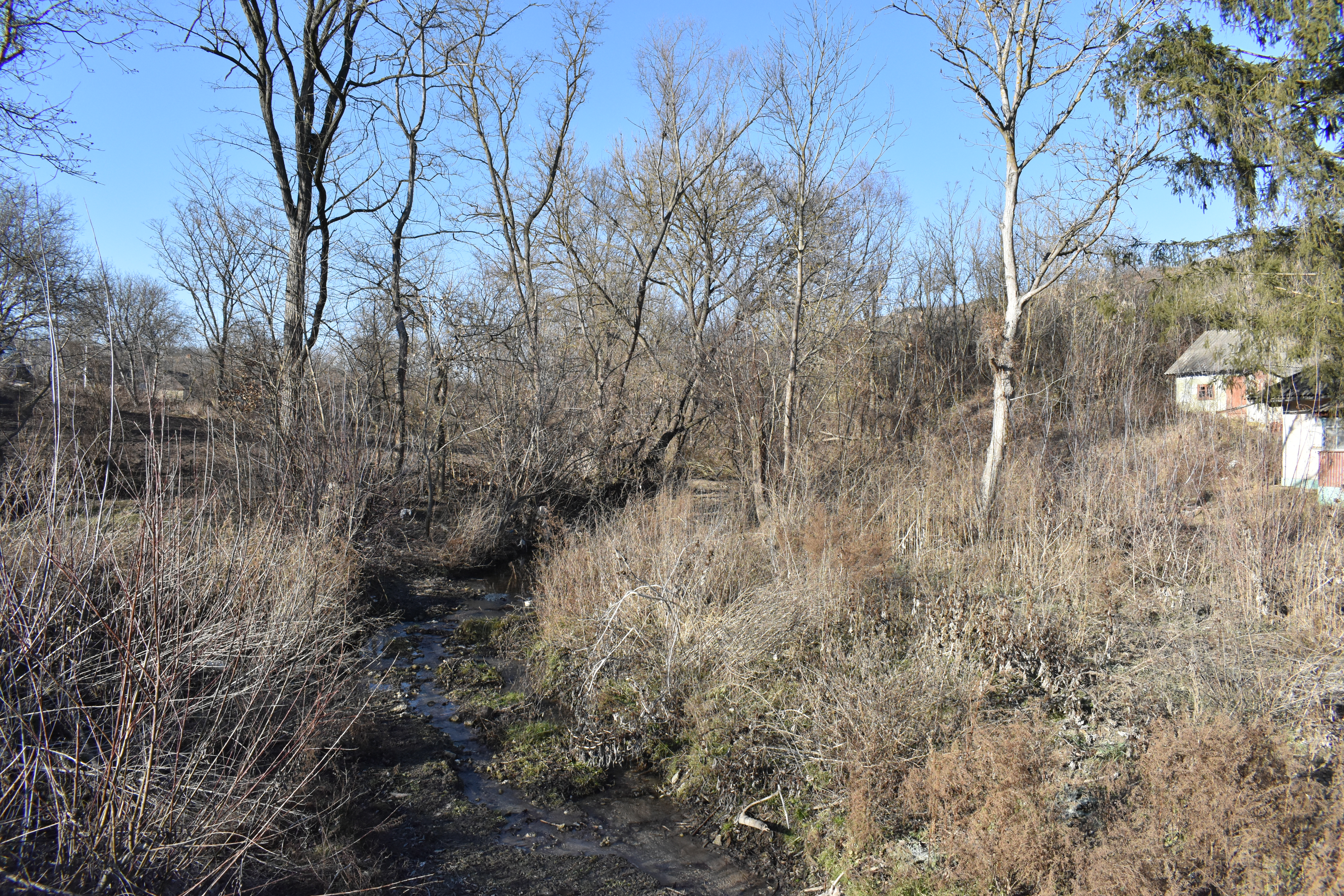
Безіменна притока Дністра
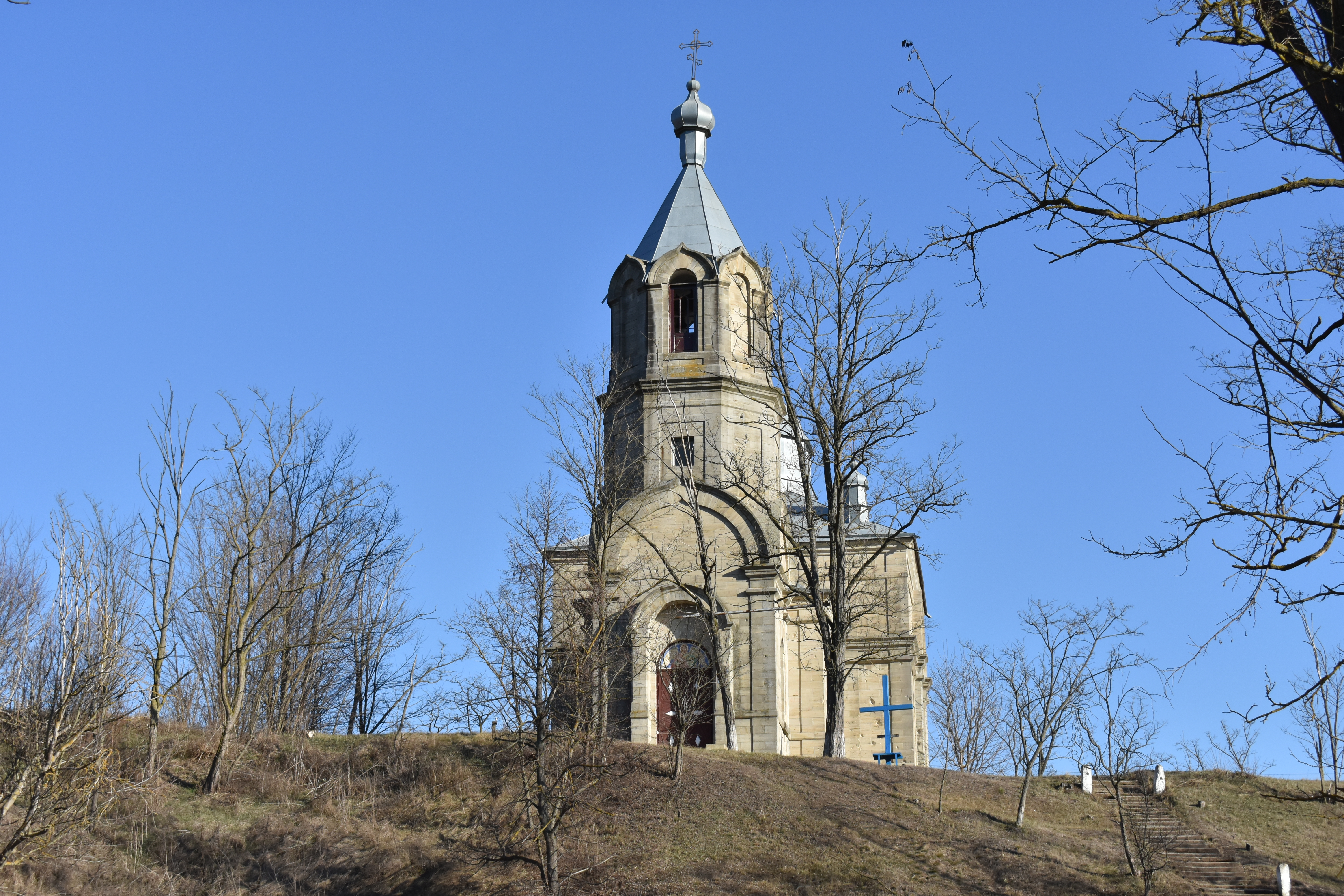
Церква
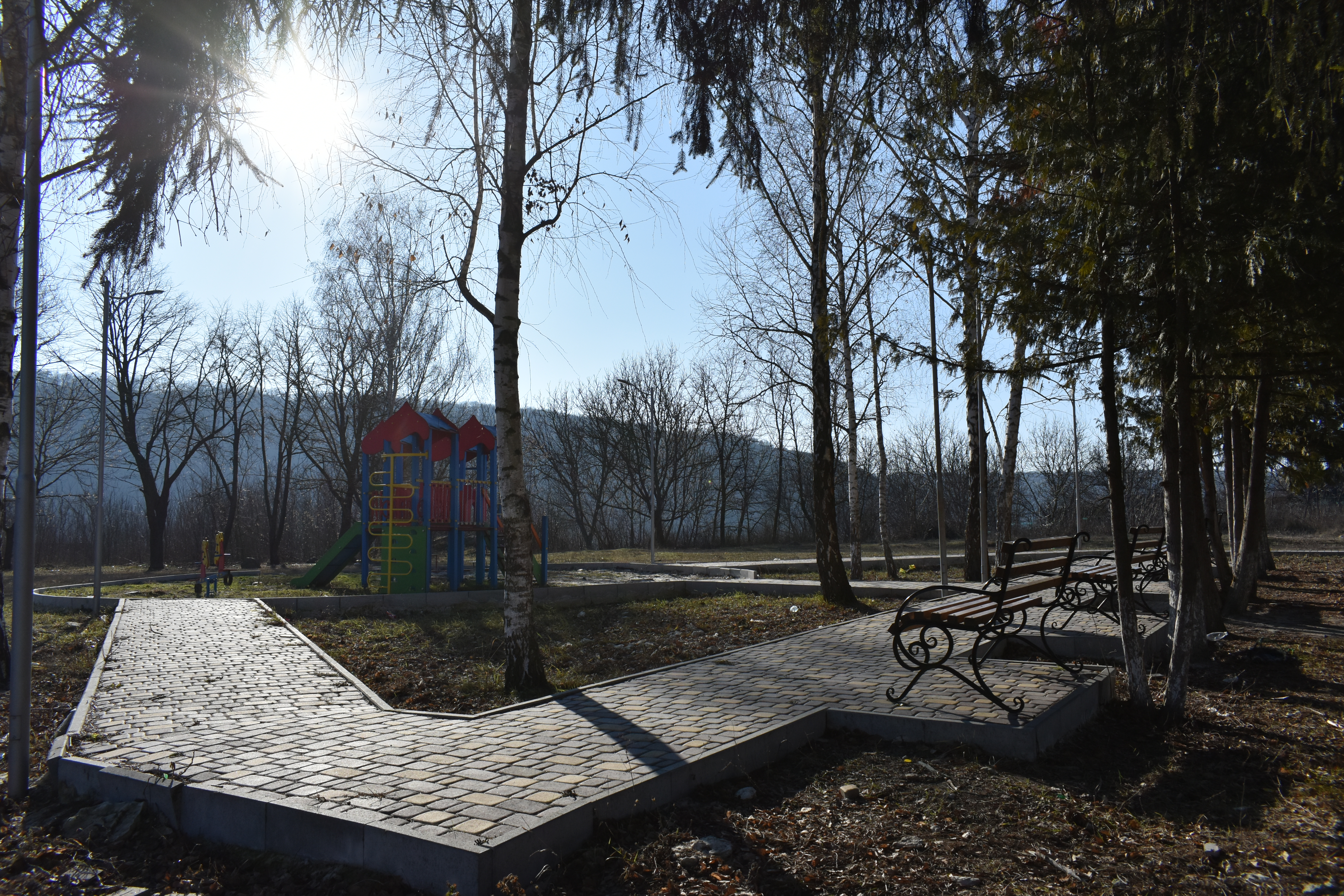
Парк
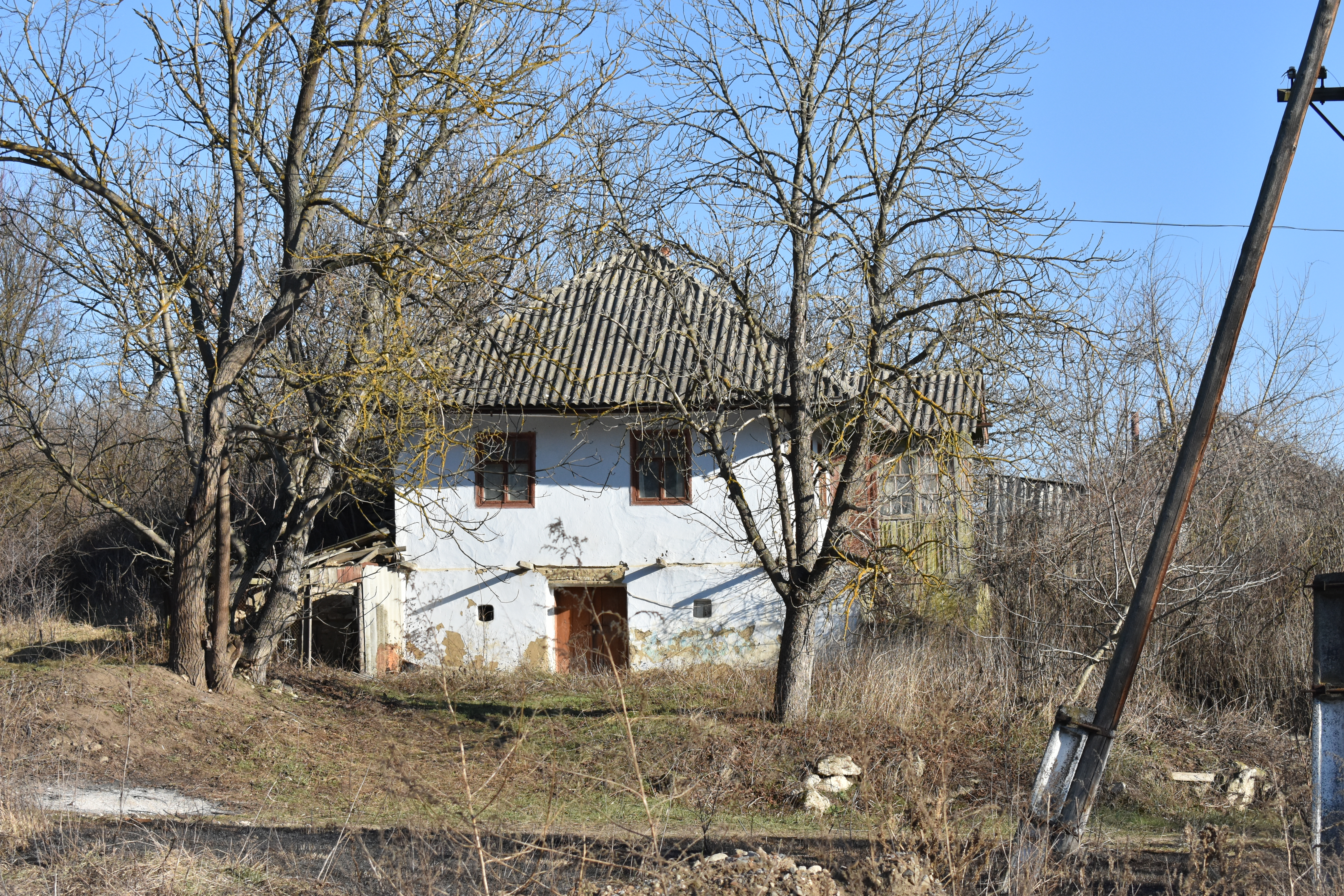
Будинок
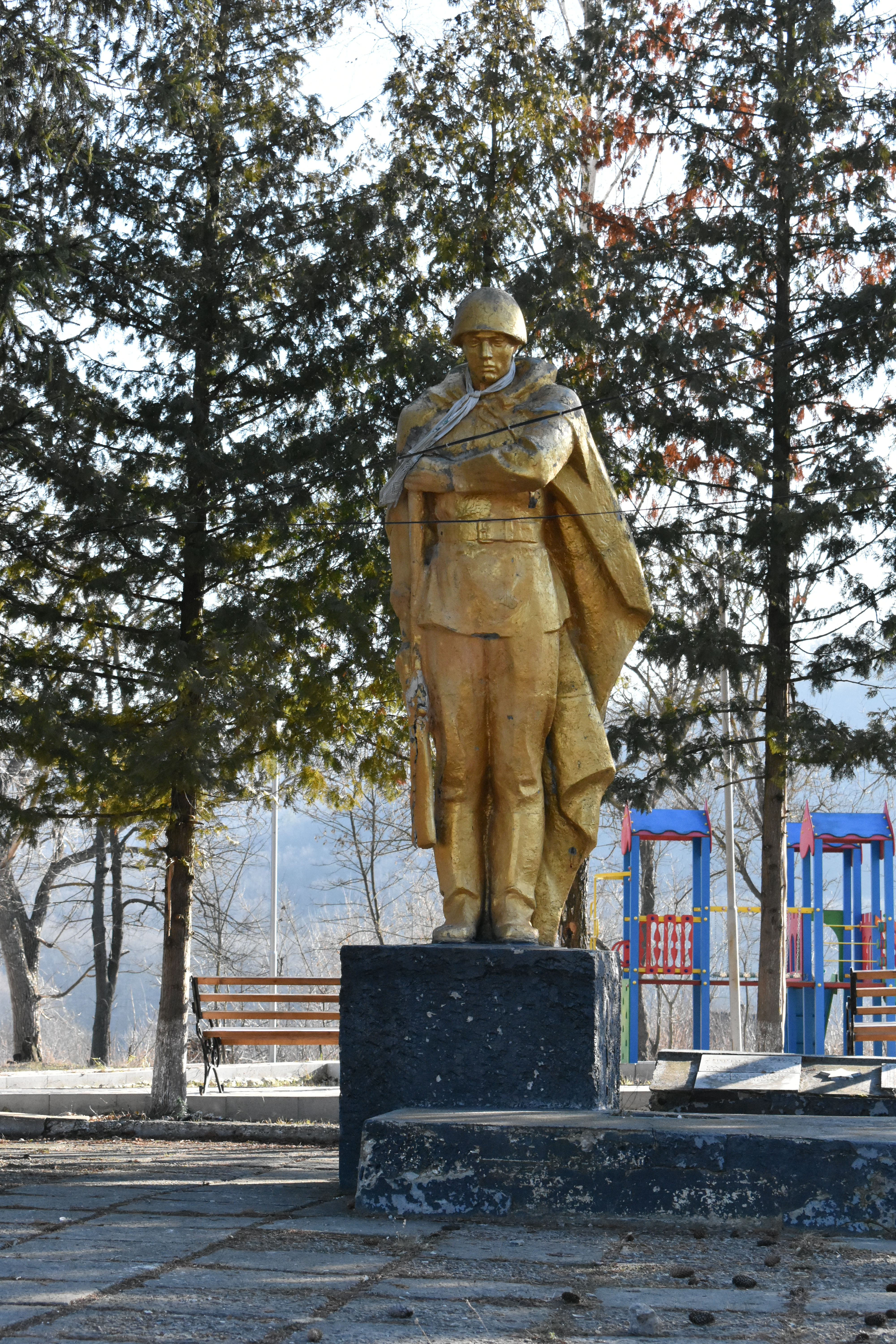
Пам'ятник 180 воїнам-односельчанам, загиблим на фронтах Великої Вітчизняної війни